# Andrew Sunyar
Andrew William Sunyar (Henderson, Michigan, 1920 – Port Jefferson, Nova York, 22 de maio de 1986 ) foi um físico norte-americano.
Sunyar recebeu o bacharelado do Albion College em 1942 e o Ph.D. em física em 1949 na Universidade de Illinois em Urbana-Champaign (Dissertação Ressonância absorção de nêutrons lentos em núcleos “par-par”. Dissertação, Universidade de Illinois, Urbana, 1949). No meio, ele era um oficial da Marinha dos EUA durante a Segunda Guerra Mundial.
De 1949 até sua morte trabalhou no Laboratório Nacional de Brookhaven. No experimento de Goldhaber (1956 a 1958, juntamente com Maurice Goldhaber e Lee Grodzins) foi determinada a helicidade dos neutrinos - eles são canhotos, o que confirmou a teoria VA (V-A-Theorie) da interação fraca (e violação de paridade novamente). Em 1958 tornou-se membro da American Physical Society.